# بالتزر (میسیسیپی)
بالتزر (به انگلیسی: Baltzer) یک منطقهٔ مسکونی در ایالات متحده آمریکا است که در شهرستان سانفلاور، میسیسیپی واقع شده‌است. بالتزر ۳۶ متر بالاتر از سطح دریا واقع شده‌است.